# Toyota Corolla (E110)
Toyota Corolla (E110) är en bilmodell tillverkad av Toyota. Modellen är den åttonde generationen i Corolla-serien och började tillverkas 1995. Corolla (E110) delade plattform med den tidigare generationen E100 för att minska utvecklingskostnaden. Denna generation av Corolla har betydligt bättre krocksäkerhet än tidigare modeller och fick goda resultat i Euro NCAP. Generellt fanns modellen tillgänglig med tre utrustningsnivåer som kallades Base, XLi, GLi, och SE-G. 
Åttonde generationens Corolla finns i flera utföranden och har, beroende på var bilarna säljs, olika karosser samt motorer. 

## Europa och Oceanien (1997-2002)
Modellen lanserades 1997. Den finns som tre- och femdörrars halvkombi, en fyrdörrars sedan, en femdörrars combicoupé samt en femdörrars kombi, som finns med fyrhjulsdrift.
Corolla genomgick en uppdatering, även kallad facelift år 1999. Modellen fick då en omarbetad front med nya strålkastare, mycket p.g.a den äldre fronten med dess runda strålkastare som var mindre uppskattad på marknaden.

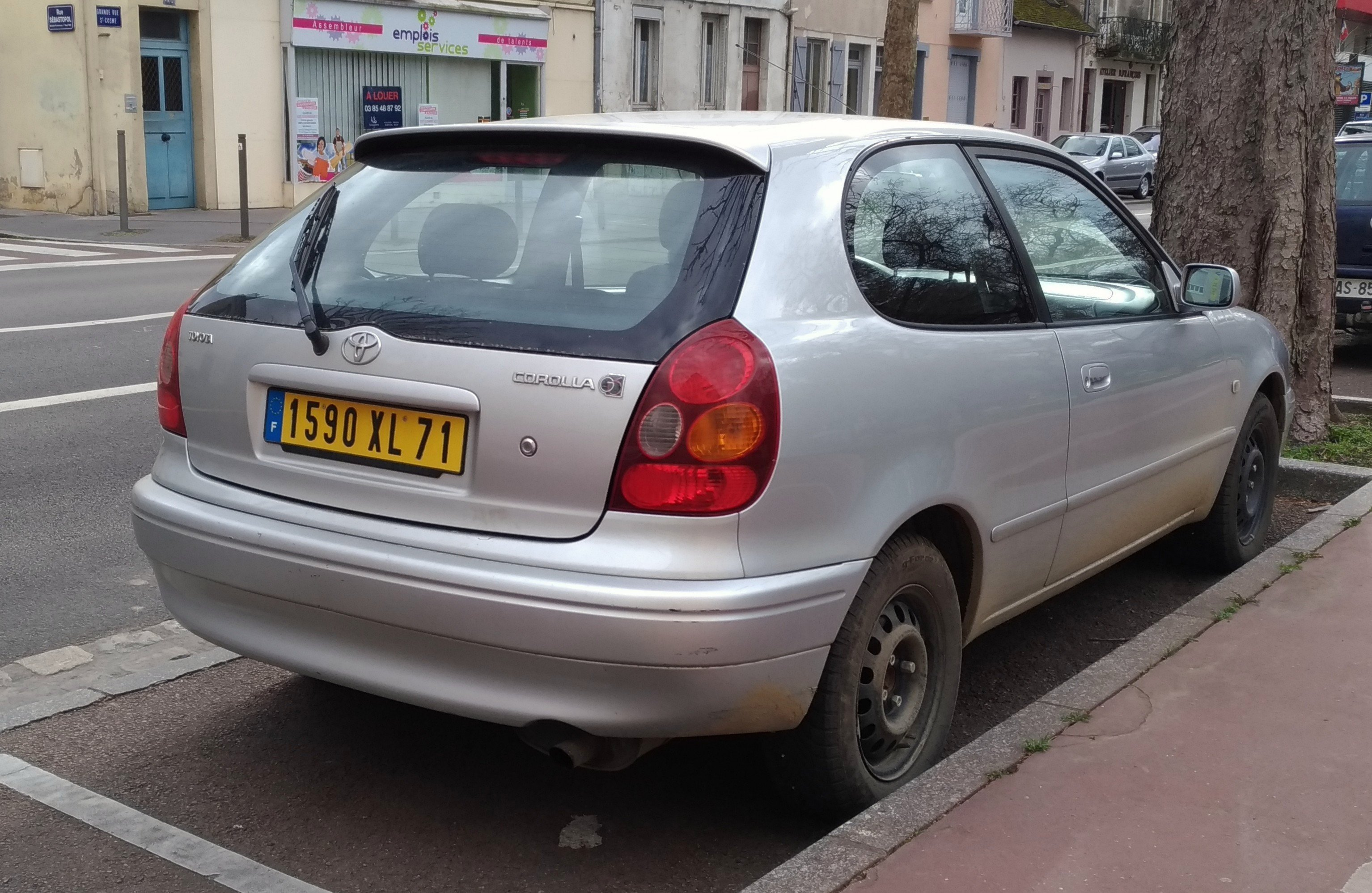
Corolla som tredörrars halvkombi
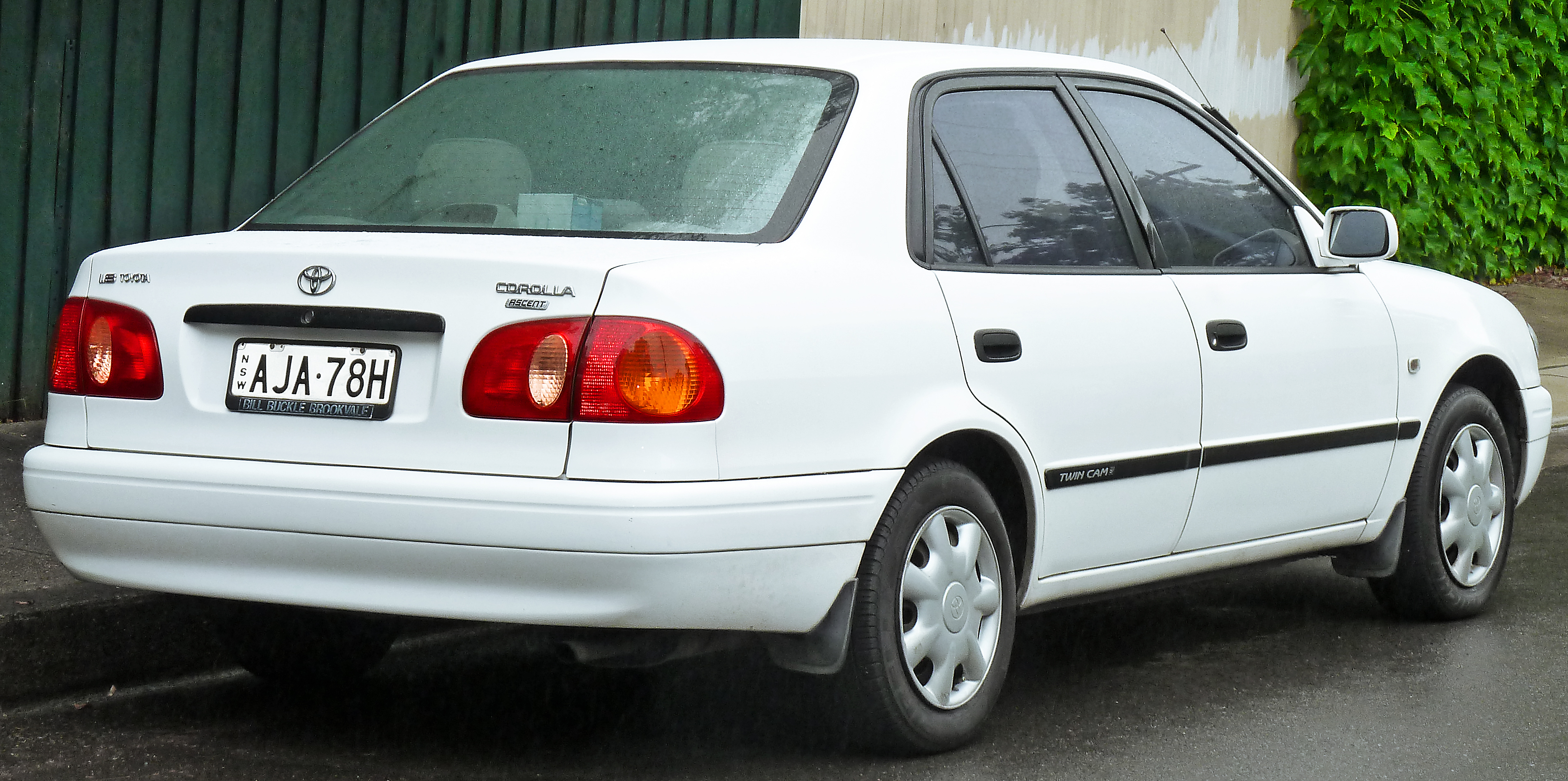
Corolla som sedan
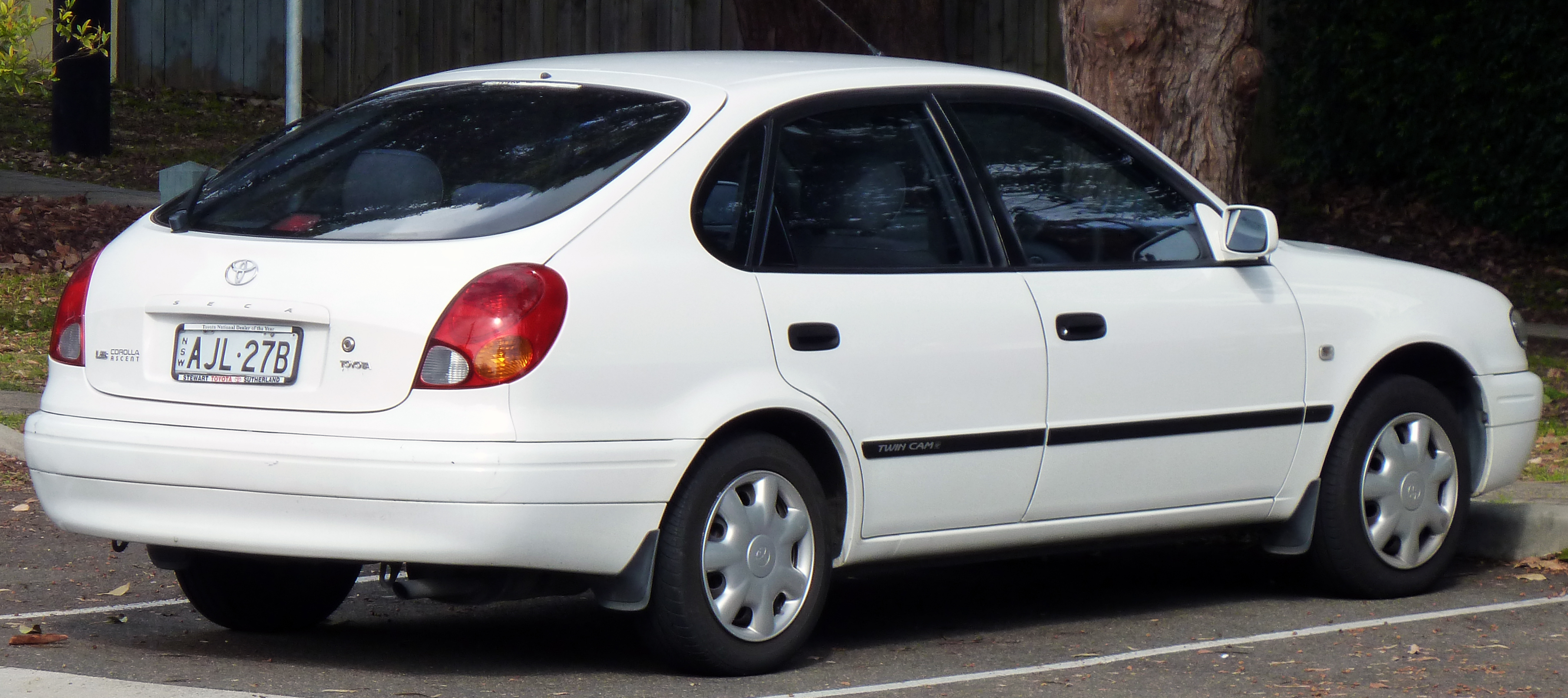
Corolla som combicoupé
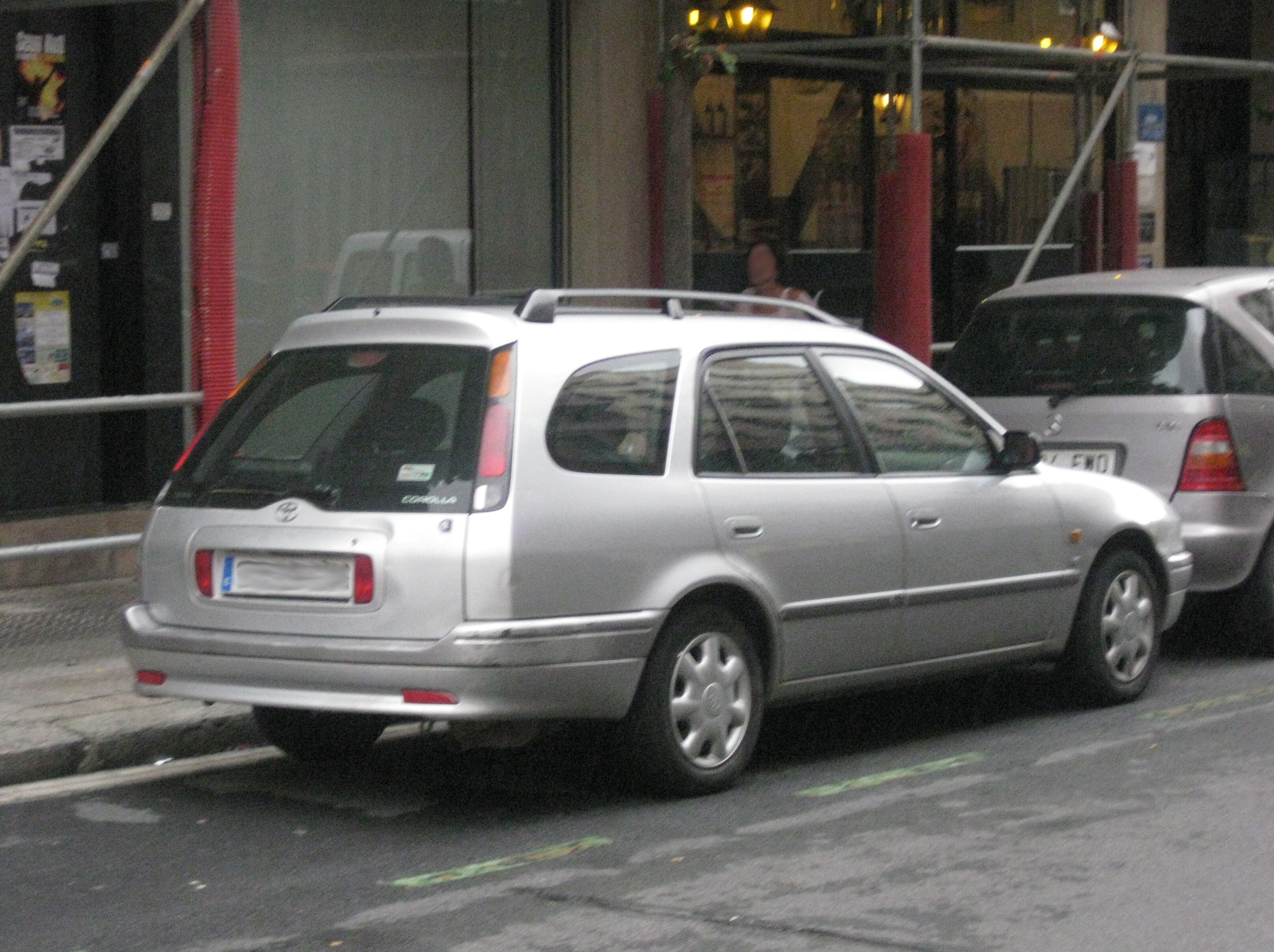
Corolla som kombi

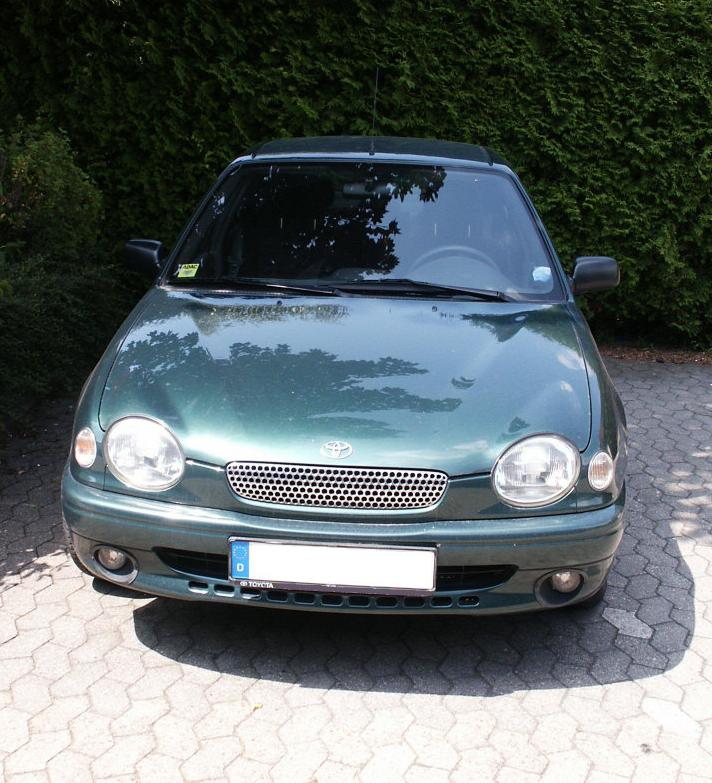
Corolla före facelift
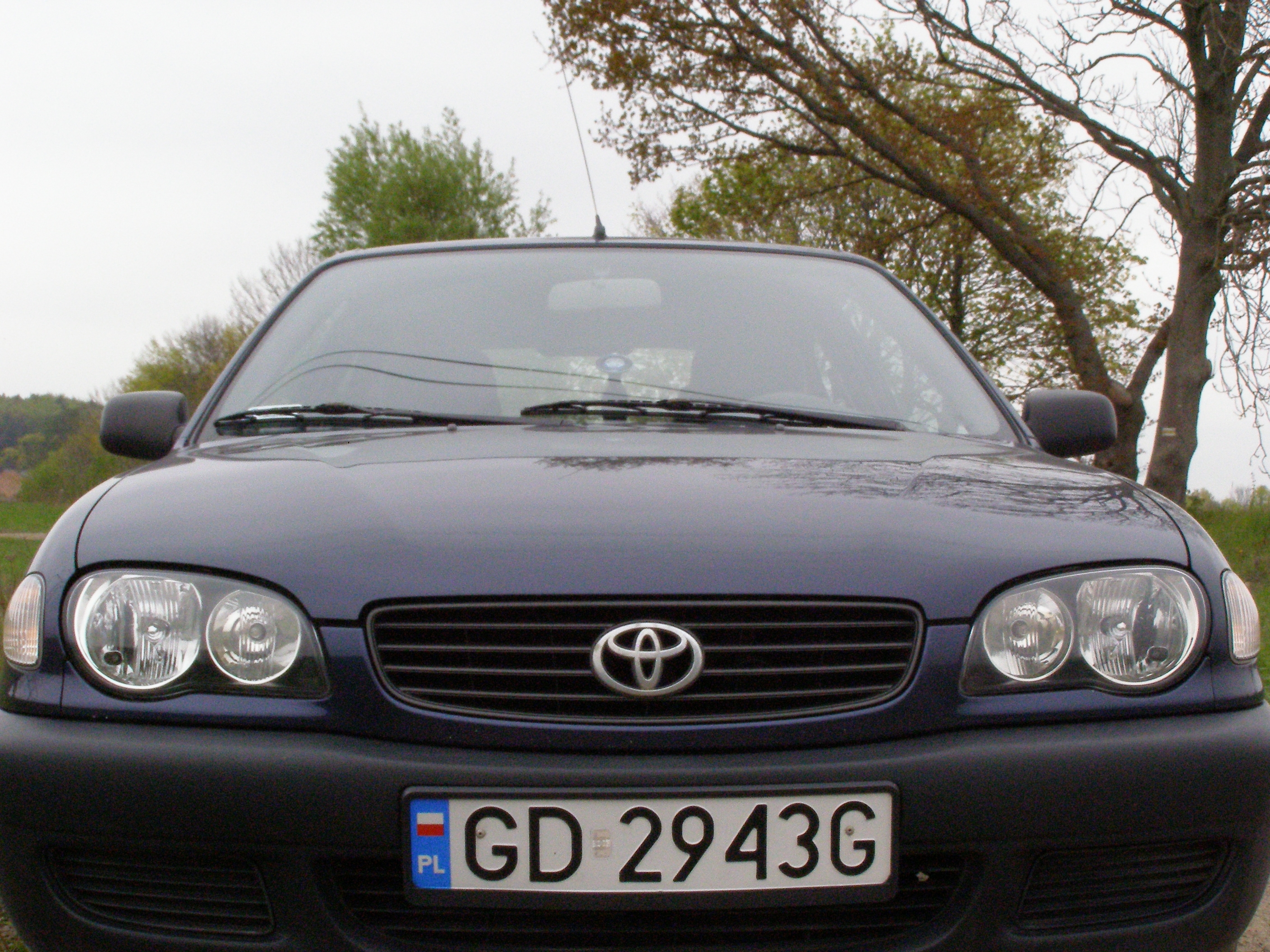
Corolla efter facelift

### Motorer

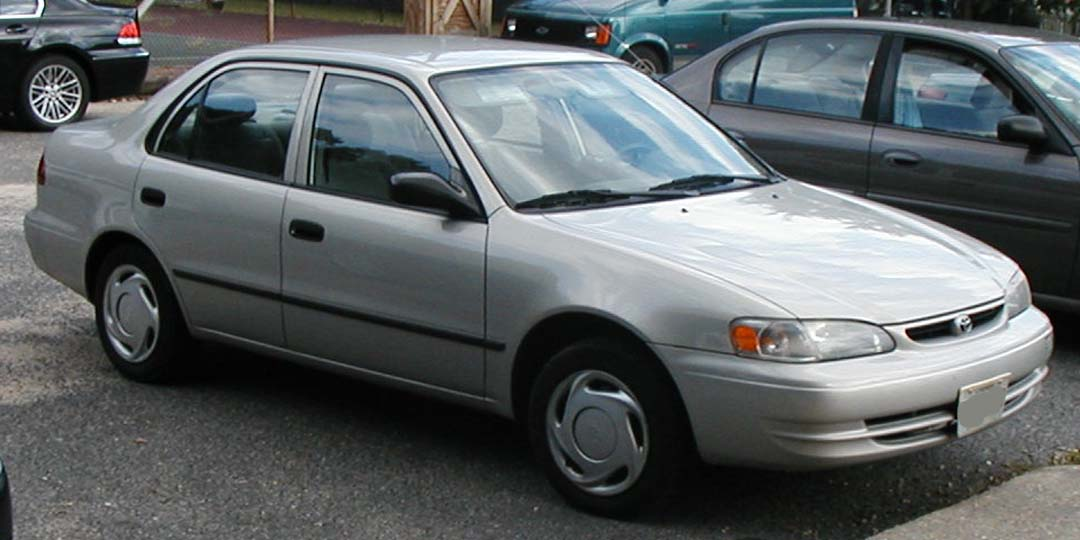
Corolla som sedan i USA

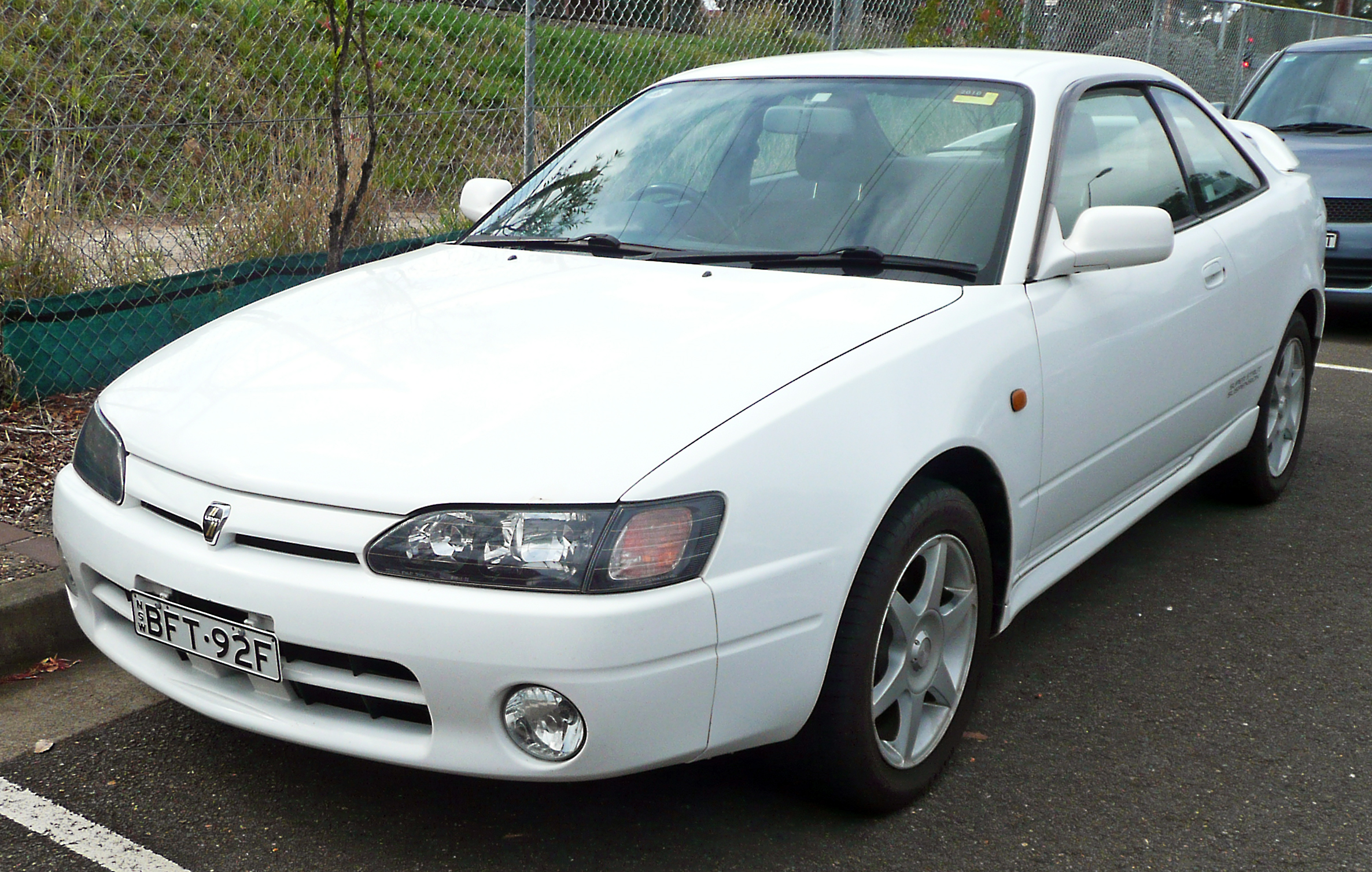
Corolla för den Japanska marknadem

- 7A-FE – 1.8 L
- 4A-FE – 1.6 L
- 3ZZ-FE – 1.6 L
- 4ZZ-FE – 1.4 L
- 4E-FE – 1.3 L
- 1CD-FTV – 2.0 L
- 2C-E – 2.0 L
- DW8 – 1.9 L

Växellådor för samma marknad:
- 5-vxl manuell
- 6-vxl manuell
- 3-speed automat
- 4-speed automat

## Nordamerika
Lanserades i Nordamerika 1997 som årsmodell 1998. Samtliga Corolla-bilar för denna marknad tillverkades enbart som sedan och producerades vid Fremont i Kalifornien eller Cambridge i Ontario.

### Motorer
- 1998–1999 – 1ZZ-FE, 1.8 L
- 2000–2002 – 1ZZ-FE, 1.8 L

## Japan
I japan såldes en 2-d coupé för den lokala marknaden

### Karossmodeller
- E111 — Sedan, coupé, kombi
- E110 – Sedan
- E114 – 4-d fyrhjulsdriven kombi
- E115 – 4-d fyrhjulsdriven sedan

### Motorer
- 4A-GE – 1.6 L
- 4A-FE – 1.6 L
- 5A-FE – 1.5 L
- 4E-FE – 1.3 L
- 3C-E – 2.2 L
- 2C-III – 2.0 L